# Mimela vittaticollis
Mimela vittaticollis är en skalbaggsart som beskrevs av Hermann Burmeister 1855. Mimela vittaticollis ingår i släktet Mimela och familjen Rutelidae. Inga underarter finns listade i Catalogue of Life.